# Welcome to the Family (chanson)
Pour les articles homonymes, voir Welcome to the Family.
Singles de Avenged Sevenfold
Nightmare
(2010) So Far Away
(2011)
Welcome to the Family est une chanson de hard rock du groupe de metal Avenged Sevenfold, sorti en tant que second single de leur cinquième album Nightmare. Il est le deuxième single du groupe sorti sans l'ancien batteur "The Rev", décédé le 28 décembre 2009. Dans les nouvelles, le site Theprp.com mentionne le deuxième single de l'album Nightmare est Welcome to the Family, prévu pour être joué à la radio le 19 octobre 2010. Dans le making of In the Studio, le chanteur M. Shadows et le bassiste Johnny Christ disent que The Rev a écrit la plupart des chansons et M. Shadows a fini lorsqu'ils ont commencé à enregistrer l'album. Aucun clip a été réalisé à ce jour. La chanson est jouable en DLC dans le jeu vidéo Rock Band 3.

## Liste des pistes
1. Welcome to the Family — 4:06
2. 4:00 A.M. — 4:58
3. Seize the Day (Live in Seattle) — 5:37

## Classements
| Classement                          | Meilleure position |
| ----------------------------------- | ------------------ |
| US Billboard Rock Songs             | 8                  |
| US Billboard Alternative Songs      | 15                 |
| US Billboard Mainstream Rock Tracks | 2                  |
| UK Rock Chart                       | 8                  |

## Personnel
Avenged Sevenfold
- M. Shadows — chants
- Synyster Gates — guitare solo
- Zacky Vengeance — guitare rythmique
- Johnny Christ — guitare basse

Musiciens additionnel
- Mike Portnoy — batterie
- The Rev — Arrangement de batterie